# Naouirou Ahamada
Naouirou Mohamed Ahamada (* 29. März 2002 in Marseille) ist ein französischer Fußballspieler.

## Karriere

### Verein
In der Jugend kam Ahamada von JO Saint Gabriel 2011 zum Sporting Club Bel Air, bevor er sich 2016 dem FC Istres anschloss. Zwei Jahre später ging er zur Jugendabteilung von Juventus Turin. Er gab am 20. Spieltag der Saison 2019/20 für die U23-Mannschaft von Juventus Turin sein Debüt in der Serie C. In den anschließenden Play-offs kam er gegen Carrarese Calcio zu einem weiteren Einsatz.
Anfang Oktober 2020 wechselte Ahamada kurz vor dem Ende der Transferperiode zunächst bis zum Ende der Saison 2020/21 auf Leihbasis in die Bundesliga zum VfB Stuttgart. Nachdem der Verein sich den Klassenerhalt gesichert hatte, trat eine Kaufpflicht in Kraft.
Am 31. Januar 2023 wechselte Ahamada zum Londoner Premier-League-Club Crystal Palace. Von dort wurde er für die Saison 2024/25 an Stade Rennes verliehen.

### Nationalmannschaft
2017 debütierte Ahamada für die U16-Nationalmannschaft von Frankreich. Mit der französischen U17-Nationalmannschaft erreichte er bei der U17-Weltmeisterschaft 2019 als Stammspieler den dritten Platz.